# Jörg Achim Keller

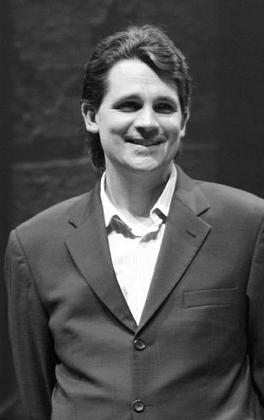
Jörg Achim Keller

Jörg Achim Keller (* 27. August 1966 in Zürich, Schweiz) ist ein deutscher Jazzmusiker (Bandleader, Komponist, Arrangeur und Schlagzeuger).

## Leben und Wirken
Keller, der in Münster aufwuchs, lernte schon als Kind den Jazz kennen und lieben, dank der Schallplattensammlung seines Vaters. Während seines Musikstudiums in Holland schrieb er bereits Arrangements für Peter Herbolzheimers SWF Formation, das Metropole Orkest, die Big Bands des NDR und des hr und viele weitere.
Zwei Jahre lang war er als Schlagzeuger mit dem europäischen Glenn Miller Orchestra auf Tournee und spielte unter anderem im Quartett des amerikanischen Saxophonisten Herb Geller.
Seit Mitte der 90er Jahre verlagerte sich Kellers Tätigkeit als ausübender Musiker zunehmend vom Schlagzeug zur Ensembleleitung. So war er ab dieser Zeit häufig Gastdirigent bei der NDR Bigband und der RIAS Big Band, dirigierte später aber auch das Deutsche Filmorchester Babelsberg und weitere symphonische Orchester.
Im Februar 2000 wurde Keller zum Chefdirigent der hr-Bigband berufen, die er bis August 2008 leitete. In dieser Zeit konnte er den Klangkörper nach seinen Vorstellungen formen. Mit seiner hochgelobten Bearbeitung der Musik des Free-Jazz-Revolutionärs Ornette Coleman für das Deutsche Jazzfestival Frankfurt 2003 befreite sich Keller endgültig vom Image eines reinen Spezialisten für klassischen Bigband-Jazz. Bearbeitungen der Oper Porgy and Bess und Leonard Bernsteins West Side Story sowie eine Produktion mit balinesischer Gamelanmusik waren weitere Arrangierprojekte Kellers für die hr-Bigband.
Am 6. Juli 2008 gab Jörg Achim Keller auf Schloss Johannisberg im Rahmen des Rheingau Musik Festival sein letztes Konzert als Leiter der hr-Bigband. Er wechselte innerhalb der ARD und wurde zur Saison 2008/2009 Chefdirigent der NDR Bigband, ab 2016 dann zu deren erstem Gastdirigenten.
Keller orchestrierte Kinofilme (u. a. „7-Zwerge“ I & II) und TV-Serien (u. a. „2 Brüder“ und „Inseln unter dem Wind“) und schrieb Auftragskompositionen im symphonischen Bereich (u. a. für die Bamberger Symphoniker und ein Konzert für Saxophon, das vom hr-Sinfonieorchester mit Wolfgang Bleibel als Solisten aufgeführt wurde)
Er gastierte außerdem als Arrangeur und Dirigent bei der hr-Bigband, WDR Big Band, BBC Big Band, Bohuslän Big Band, bei den Bochumer Symphonikern, dem Deutschen Symphonie Orchester, der Radio-Philharmonie Hannover sowie beim Deutschen Filmorchester Babelsberg und Metropole Orkest.
Die über 2.500 von Keller in den vergangenen 30 Jahren verfassten Arrangements umfassen Bearbeitungen jeglicher Stilistik vom Blockflötentrio bis zum Doppelorchester aus Big Band und Symphonieorchester.
Er war als Arrangeur und/oder Conductor für eine Vielzahl deutscher und internationaler Künstler tätig, wie z. B.: Till Brönner („German Songs“ + weitere), Udo Jürgens („Einfach Ich“ + 2 weitere), No Angels („When the Angels swing“), Tom Gäbel („Introducing: Myself“ + weitere), Alan Bergman („Lyrically“), Stefan Gwildis („Das mit dem Glücklichsein“), Joja Wendt (diverse), Nils Landgren, Nana Mouskouri, Pepe Lienhard sowie im Zusammenhang seiner Tätigkeit für die diversen Orchester und Bands u. a. mit Mark Murphy, Al Jarreau, Michael Brecker, Randy Brecker, Wolfgang Haffner, Victoria Tolstoy, Rebekka Bakken, Nina Hagen, Joe Pass, Mike Stern, Chet Baker, James Morrison, Annette Louisan, Sasha, Xavier Naidoo, Clueso, New York Voices, Jeff Cascaro, Silvia Droste, Marc Secara, Jack Bruce, Michael Wollny.
Für seine Programmkonzeptionen und Arbeiten als Arrangeur/Dirigent erhielt er mehrere Auszeichnungen, u. a. CDs in Gold.
Jüngere Arbeiten umfassen u. a. Arrangements für die Staatskapelle Berlin unter Daniel Barenboim und das Till Brönner Orchestra, die neueste CD der „Söhne Hamburgs“ und das Duke-Ellington-Programm für die Europatournee von Al Jarreau mit der NDR Bigband. Ab April 2017 ist Keller Gastprofessor für Arrangement/Komposition – Ensemble am Jazz-Institut Berlin. Seit dem 1. April 2018 ist er Professor für Dirigat/Ensembleleitung an der Hochschule für Musik und Darstellende Kunst Mannheim. Er ist weiterhin als ausübender Musiker und Schreiber tätig.